# لا پوبلا دی سگور
لا پوبلا دی سگور (به اسپانیایی: Puebla de Segur) یک شهرک مسکونی در اسپانیا است که در Pallars Jussà واقع شده‌است. لا پوبلا دی سگور ۳۲٫۸ کیلومتر مربع مساحت و ۳٬۰۱۲ نفر جمعیت دارد و ۵۲۴ متر بالاتر از سطح دریا واقع شده‌است.